# 立人鄉村圖書館
立人乡村图书馆（英語：China Rural Library）曾是中国大陆一家非政府组织，由北京大學碩士畢業生李英强及其朋友于2007年9月发起并在民政部门合法注册。该组织总部位于北京，注册名为”北京市昌平区立人乡村文化发展中心“。原定目標在2017年，在中国20个县建成公益图书馆网络，每个县均由中心馆下辖3-5个乡镇分馆，每个乡镇分馆均下辖9-15个村级图书站。但由於政府的干扰，2011年起就有部分分馆被關閉，后陆续更多被强制关闭。2014年该组织在民政部门的注册未能通过年检，意味着随时会被定性为非法组织而被迫关闭。理事會於2014年9月18日決定結束營運。同年12月18日公佈善後報告，圖書館理事會自動解散，全部全職員工或志願者（共28名）已另謀出路，約10萬5千冊圖書全部捐贈（另有河南分館有兩萬餘冊尚被當地政府非法扣留），剩餘資金全部捐贈、處置完畢。

## 背景
创办人李英强于1979年出生于湖北蕲春县青石镇，2001年毕业于南京邮电学院，2004年进入北京大学研究生院学习，2006年获得经济学硕士学位。2007年秋天李英强与余世存、薛野、张守礼、张大军、杨民道等人开始筹办立人乡村图书馆NGO。2007年10月28日，李英强、郭玉闪邀请贺卫方等几位师友讨论乡村图书馆计划，期间收到捐款 5000 元，后来亦得到茅于轼等著名经济学家的捐款或支持。2008年李英强开始了他的基督教信仰，决志信主。2011年中开始，立人乡村图书馆受到来自政府的压力并陆续关闭各地分馆。2012年11月，李英强在经营立人乡村图书馆的同时开始在华西圣约神学院里面学神学。2013年7月，传知行NGO被取缔，郭玉闪也退出了该组织。2013年12月起，曾于北京大学数学科学院学习的贺飞辉开始全面负责立人图书馆的运营和发展(贺飞辉于2009年入学北大，2010年退学加入立人）。2014年6月，李英强离开立人乡村图书馆并加入成都秋雨圣约教会作为传道人，贺飞辉亦加入了该教会。2014年9月，立人乡村图书馆彻底解散。紧接着其主要成员均遭到警方拘留或传讯（不知是否包含李英强）。几年后，李英强因为其在成都秋雨圣约教会的行为活动多次被捕。
立人乡村图书馆被认为与传知行社会经济研究所存在人员上的紧密联系。二者均于同年创办。2007年3月李英强的同学及同事郭玉闪创办了传知行社会经济研究所，李英强任理事，立人于同年秋天创办。立人大学的负责人陈堃 （页面存档备份，存于）在加入立人之前也是在传知行工作。2014年，立人被解散的随后1个月，传知行和立人的多名核心人员同时被捕且原因紧密相关（参见后面的“結束營運及其原因”）。郭玉闪与传知行均不会被中国政府喜欢，因2012年4月郭玉闪曾帮助中国公民陈光诚从山东逃入美国驻北京大使馆，该事件后来引起了中美两国外交部门的高度关注。中国警方后来对郭玉闪的判决书认定传知行受美国使馆的资金资助。但并没有证据证明立人也是如此，立人并没有遭到类似的指控。立人在关闭的时候发布声明称：“从2007年成立乡村图书馆项目之日起，我们深知接受海外资助很可能成为被构陷的借口，所以立人图书馆从未主动申请国外资助，也因此几乎没有得到过国外资金支持。多年来，个人捐款一直占到立人所有捐款的大部分。”
李英强在退出立人后接受记者采访时说：“我觉得自己淡出‘立人’，对‘立人’是有利的，‘立人’之前的一些敏感性和我相关。”
中国媒体对立人乡村图书馆的报道一直是正面的。即便后来该NGO被迫关闭、部分核心人员被警方拘留或逮捕，但对于该组织并未被媒体“封杀”，媒体之前对它的报导亦未被撤销。

## 簡介與宗旨
- 以乡村地区为工作范围
- 以青少年为主要服务对象
- 以人文教育为主要内容
- 宗旨：以图书为载体，以教育为内容，立足乡村，连接城市，推广国民阅读，促进乡村教育革新。
- 使命：让乡村青少年成长为健康、正常的现代公民。
- 愿景：立人各图书馆均致力于成为当地的学习中心和教育基地，文化中心和精神家园，交流中心和公共平台。

### 项目及机构
立人乡村图书馆以6-18岁青少年为主要服务对象，该项目主要是帮助乡村中小学兴建图书馆（以提供人员及书籍为主，并不帮助施工）。其志愿者们并无授课资格，无法在这些学校授课。项目目标是以阅读推广为基础核心手段，以激活县乡社会资本、建立公共生活纽带为分馆拓展前提，以建设图书馆形式的虚拟学校为发展目标，以植根本地、县域覆盖、开放平台、多元参与为重要特点，要带来的是一场“乡村社会重建，乡村文化复兴，乡村教育革命”的运动。
立人大学是为期两周的暑期游学项目，以18-22岁青年为主要服务对象，定位于“人文通识教育的普及者”，强调“经典阅读、课程选修、调查研究、行动参与”四个方面的学习，推动青年学生自发组织、自主参与游学班、研修班、读书会，要带来的是“突破大学围墙，实现自主成长”的运动。
立人师范学堂以培养独立的教育研究者、教育行动者、教育创业者为目标，主要服务于大学毕业后想要长期在教育领域发展的青年人，希望帮助他们为将要到来的教育垄断解体、教育市场开放做好准备，成为能够因地制宜地开展“新”教育的人.
立人教育研究中心所做的是：研究、翻译、出版、传播、培训、推广，为教育变革提供能够回应真实问题的新观念、新知识、新产品。

### 运作方式
在中国大陆选择县级地区，建立覆盖全县的公益图书馆，并会定期在馆内开展教育、文化活动。立人图书馆以读者为导向，提供基于图书馆的自主、开放教育体系。每开一个新分馆，至少要派驻一位专职管理员长期工作，并持续开发各种“立人选修课”。立人图书馆各个分馆均为独立运作，不附属于学校等当地机构，但会长期与各个学校进行合作、配合。
该组织接受社会捐赠。受捐资金大部分用于发放专职义工的工资，以2010年10月为例，84%的支出是义工工资，其中平均每个义工税前890元人民币(约合138美元），在义工的工作所在地尚属中等。同期北京市城镇职工月平均工资约4000人民币。该组织收到的更主要的捐赠是书籍及其它学习用品。

### 結束營運及其原因
立人圖書館先後在湖北、河南、四川、雲南、河北、江西、山西、重慶、陝西、廣東、浙江、北京等12個省市建立22個分館，並舉辦讀書會、電影會、冬令會、夏令營等多種文化教育活動。
但由2011年8月開始，陝西寧強分館陶行知圖書館與雲南巧家分館孫世祥圖書館因政府部門施壓而被關閉；2012年先後有6個圖書館被迫關閉（河北兩個、湖北四個），2013年在河南與重慶的兩個分館被關。
2014年6月，重慶合川的盧作孚圖書館被關，而此後，圖書館在豆瓣淘寶設立的招募與籌款渠道先後被關。同年9月初開始，立人圖書館其他十個分館同一時間被文化局、教育局、公安局等多個部門接連上門「檢查」，在沒有「檢查」出任何問題，并没有給出正式解釋與結論的況下，合作一方陸續被迫於壓力，要求解除合作關係，所以下屬圖書館陸續被關閉；前後共有19個分館被迫關閉。
由於立人圖書館在鄉村營運的條件不再存在，同年9月18日在北京理事會決議 （页面存档备份，存于），解散圖書館與理事會，不再接受捐贈，三個月後所有分館結束營運，同時發布善後報告。
立人的另一篇公開信聲明 （页面存档备份，存于）表示：
1. 立人圖書館所承受的長期而巨大的壓力是不公義的，當局對立人的打壓是違背國法天理良心的，是對轉型社會的巨大傷害。
2. 面臨如此強勢與高壓，立人圖書館在鄉村運營的社會基礎已不復存在，立人在機構運營、教育探索、籌款等方面已沒有發揮空間，與其平庸苟活，不如就此告別。
3. 「立人」是中國轉型的核心命題之一，立人圖書館在今日死去，或將在未來某一個時間，由另一群人將其復活。立人所積累的經驗如果對社會重建是有用的，一個立人圖書館死去，千百個立人圖書館將出現。

而在9月23日，立人圖書館的官方微博、負責人、管理層與各分館的認證微博均全部被封號。9月28日，立人大学执行长的陈堃的女友凌丽莎(网名叫诗霖@shilin0127,北大美术编辑)在推特上发布了一张声援香港占领中环的照片。接着二人于10月5日及10月3日先后被北京公安局拘留 （页面存档备份，存于）。据称陈堃刚从台湾回来，二人被捕是因为凌丽莎在中国大陆某复印店以传知行公司的身份复印了有关香港“占中”民主运动和台湾“太阳花运动”的资料，因此警方认为他们支持“占中”并在宣传相关信息。接着10月9日郭玉闪被捕，后于次年4月被以印制非法出版物罪由被法院定罪。据郭玉闪多年的好友胡佳向德国之声说，有些支持香港占中的人士在打印相关传单后，在复印社开具发票时写了"传知行"的抬头。他说："传知行这个组织也是古道热肠，他们一直低调地为社会上致力于维权等公益事业的个人提供力所能及的帮助。传知行确实经常报销这些维权人士的车马费、复印费等小额花销。“ 由于郭玉闪早已经退出了传知行，胡佳认为郭玉闪与该复印事件无直接联系。2014年10月15日晚，警察搜查了立人大学位于北京天通苑的办公室，抄走了所有和立人大学有关的文件、印刷品以及电子设备，因此从此立人大学停止一切工作，后于次年2月宣布解散。2014年11月26日原立人乡村图书馆副总干事的柳建树、知名中国作家徐晓、原立人乡村图书馆理事长薛野和原传知行行政主管何正军同日被北京警方拘留，因此外界猜测被捕原因均与立人或传知行有关。賀飛輝在11月12日被成都市公安局拘留數小時 （页面存档备份，存于）。

### 立人大學
「立人大學」為立人鄉村圖書館屬下而同時並行之教育項目，形式與位於美國加州的凱克研究生院密涅瓦學校類似，大學結構鬆散，聘用傑出教師與知識背景不同的志願者參與組織與運行，鼓勵學生的個性與創造；第一期黃侃圖書館分館舉行，招收約80位學生，主要為大學低年級學生與高三應屆生。學生最多的時候達500人，均在網上學習，並自發組織社團、活動。但李英強接受紐約時報訪問時表示 （页面存档备份，存于），大學已因立人圖書館停辦而相繼停止運作。
立人大學第一期于2011年7月1日至15日开办，地点位于立人第一分馆黄侃图书馆（湖北省黄冈市蕲春县）。
第一期导师及其授课领域：

安猪，资深公益人士，多背一公斤创始人，授课领域：社会创新

刘瑜，清华大学副教授，授课领域：政治学常识

张健，北京大学副教授，授课领域：政治学常识

郭宇宽，清华大学博士后，授课领域：社会学常识，新闻写作，演讲与辩论

熊培云，南开大学副教授，授课领域：近代文化思想史、写作

秋风，独立学者，授课领域：传统文化与宪政转型

陈壁生，中国人民大学教师，授课领域：中国传统的现代化

刘业进，首都经贸大学副教授，授课领域：经济学常识，奥地利学派思想入门

莫志宏，授课领域：奥派经济学常识

李子旸，授课领域：常见的谬误及其背后的经济学常识

陈青蓝，授课领域：古典自由主义（自由至上主义）的基本思想
但由于仅仅是15天，它并不是一所大学或者我们通常所说的大学的暑期班。它是一些入门性讲座的合集。

## 立人各地分馆列表
（連結為該圖書館之新浪微博，均已失效）
| 图书馆名                         | 地点                                 |
| -------------------------------- | ------------------------------------ |
| 第一分馆：黄侃图书馆             | 湖北省黄冈市蕲春县青石镇             |
| 第二分馆：张国栋图书馆           | 河南省信阳市淮滨县固城乡             |
| 张国栋图书馆二分馆               | 河南省信阳市淮滨县固城中学           |
| 第三分馆：唐仲容图书馆           | 四川省巴中市巴州区石城乡             |
| 第四分馆：晏阳初图书馆下八庙分馆 | 四川省巴中市巴州区茶坝镇             |
| 晏阳初图书馆正直分馆             | 四川省巴中市南江县正直中学           |
| 第五分馆：孙世祥图书馆           | 云南省昭通市巧家县一中               |
| 第六分馆：甘泉图书馆             | 河北省承德市围场县围场一中           |
| 第六分馆二分馆：木兰图书馆       | 河北省承德市围场县围场二中           |
| 第七分馆：熊培云图书馆           | 江西省九江市永修一中                 |
| 第八分馆：志翔图书馆             | 山西省晋城市泽州县李寨乡李寨中学     |
| 第九分馆：精忠图书馆             | 重庆市忠县忠县中学                   |
| 第十分馆：陶行知图书馆           | 陕西省汉中市宁强县青少年活动中心     |
| 第十一分馆：卓英图书馆           | 广东省梅州市大埔县虎中路县图书馆一楼 |
| 第十二分馆：友儒友文图书馆       | 湖北省武汉市新洲区旧街友儒友文图书馆 |

### 核心书目
根据服务范围，立人图书馆将阅读人群分为六部分：幼儿、小学生、初中生、高中生、中小学教师、其他乡村居民。目前，立人图书馆的基本书目只覆盖了小学生、中学生、中小学教师三类人群。
为了拟定书单，立人图书馆先后征询了不同人群的推荐意见，包括专家、学者、一线工作的优秀语文教师、公共知识分子、媒体出版业界人士等等。书目从儿童读物至思想、历史、文化类著作，跨度之大，或可作为一个爱书人青少年时期的阅读史和自我启蒙轨迹。
但同时应当注意到，立人图书馆在制定基本书目时，确实站在一定的政治立场之上，具有较明显的政治和宗教倾向。

### 本地邀请制
立人高峰時在全国拥有22个分馆。他们并非主动到一个地方寻求合作，而是受邀在当地开设分馆。这在某种程度上避免了前期合作中的磨合。在立人的官方网站上有份“新馆建设指南”供有志者参考。受到邀请后，当地联系人需首先建立起本地的支持网络，提供资金、人脉等支持，因分馆的后期发展将主要依赖本地资源的支持进行。

### 专职义工驻扎
与很多以图书支持或阅读推广为主的NGO组织不同的是，立人坚持分馆必须有专职义工长期在当地驻扎。“专职义工”从立人领取1000左右不等的生活补贴，除了在图书馆为当地青少年提供阅读服务之外，还会根据自身特长开展各种教育文化活动。正常情况下，他们的服务期至少为1年。

### 县域化、多中心策略
立人图书馆在各地以县域为整体，按照“1个县城中心馆—3-5个乡镇分馆—9-15个村级图书站”的方式建设分馆网络；在分馆之上，又设立大区，统合管理跨越几个省份的分馆。以大区为中心，建立起了立人图书馆的多中心化网络，为分馆的独立化、个性化发展保证了足够的上升空间。

### 基于图书馆的教育
立人图书馆的活动包括义工小组、读书会、观影会、冬夏令营等等。立人提倡学生自主管理图书馆，并为积极读书的学生提供读书会形式的个性化服务，在周末也会为学生播放电影。义工也会根据自身情况开展选修课或与学校合作开设阅读课等等，拓展图书馆以外的教育服务。

### 开放的平台
除了自身的活动与项目之外，立人与海外中国教育基金会有两个合作：高中生奖学金计划与乡村女生教育计划。两个项目的共同点是：它们都是直接服务于中学生。

### 立人师范学堂
立人师范学堂（简称“立人学堂”）是从立人乡村图书馆平台2013年开始衍生出的师范学堂，旨在发现并培养独立教育研究者、教育实践者和教育创业者，实践教育创新，普及教育常识。
- 目标：学堂的使命是成为最具行动力的教育人才库。做一个通过教育创业回应教育焦虑的机构。
- 学习模式：线上线下结合。线上学习主要以传课网为主，线下学习主要是两大板块：教育学习+创业实践。

### 乡村女生教育
乡村女生教育是立人乡村图书馆和OCEF联合发起的一个公益项目，2011年开始执行，2013年恢复。
项目目标：有效引入社会资源到贫困地区的女孩教育中，改善因贫困、落后的教育资源以及传统性别文化对乡村女生的负面影响，帮助她们追求更好的生活。

### 燃灯者计划
“燃灯者计划”是立人乡村图书馆联合心平基金会、《教育家》杂志社联合发起的一个公益项目，于2013年1月正式启动。
项目目标：旨在寻找乡村小学中以阅读来推动教育更新的老师，并为其提供适当的物资等支持。

### 受捐情况
立人图书馆的大部分捐款都是开放性之小额捐赠，来自民间大众的持续关注与支持（无论数额多少）。

## 外界关于立人的讨论
2011年11月16日，北京青年报用整版发布长篇报导：《为家乡立人》，编者认为: "半个多世纪以来，中国的教育取得巨大进展，为青年、为国家贡献良多。然而在根本使命这一问题上，当代教育仍有值得检讨之处。许多有识之士已展开研讨，并将改良举措付诸实践。“立人图书馆”便是其中值得关注的一个项目。"
“立人大学”的举办让立人图书馆受到了很多关注，而10个分馆以及30多位“专职义工”对于NGO来说已是不小的规模。因为立人一直坚持“公开、透明”的信息发布原则，所以公众对立人的财务以及机构、活动运行情况并无太多疑问。而在创立将近4年之后，立人图书馆面临着大部分NGO都出现过的机构内部冲突（甚至“裂变”）问题。问题起于一两位离职“专职义工”对立人内部制度种种的质疑。由于掌握的信息各异，公众普遍抱持观望态度，同时关注立人的公开回应或者内部人员的消息。